# فدراسیون جهانی ورزش‌های آبی
فدراسیون جهانی ورزش‌های آبی (به انگلیسی: World Aquatics) با نام سابق فدراسیون بین‌المللی شنا  (به فرانسوی: Fédération Internationale de Natation) معروف به فینا، نهاد اداره‌کننده مسابقات ورزش‌های آبی مانند شنا، شیرجه و واترپلو در سطح جهان است.
محل استقرار این فدراسیون در لوزان، سوئیس است.

## تاریخچه
فینا در ۱۹ ژوئیه ۱۹۰۸ در هتل منچستر شهر لندن در انگلستان پس از اتمام بازی‌های المپیک تابستانی ۱۹۰۸ تأسیس شد. اعضاء اولیه این این کنفدراسیون بلژیک، بریتانیا، دانمارک، فنلاند، آلمان، فرانسه، مجارستان و سوئد بودند.
شمار فدراسیون‌های عضو بر پایه سال:
| سال  | تعداد اعضا |
| ---- | ---------- |
| ۱۹۰۸ | ۸          |
| ۱۹۲۸ | ۳۷         |
| ۱۹۵۸ | ۷۵         |
| ۱۹۷۸ | ۱۰۶        |
| ۱۹۸۸ | ۱۰۹        |
| ۲۰۰۰ | ۱۷۴        |
| ۲۰۰۸ | ۱۹۷        |

## اعضاء
در اجلاس ماه ژانویه سال ۲۰۱۰، کشور تونگا به عنوان ۲۰۲امین عضو فینا پذیرفته شد.
- آفریقا (۵۱): کنفدراسیون شنا آفریقا (CANA)
- آمریکا (۴۱): اتحادیه شنا آمریکا (ASUA)
- آسیا (۴۳): فدراسیون شنا آسیا (AASF)
- اروپا (۵۱): لیگ شنا اروپا (LEN)
- اقیانوسیه (۱۶): اتحادیه شنا اقیانوسیه (OSA)